# Тютюнник, Анатолий Ефимович
Анато́лий Ефи́мович Тютю́нник (укр. Анатолій Юхимович Тютюнник; 7 сентября 1935, Приморско-Ахтарск, Азово-Черноморский край — 1 февраля 2016, Украина) — советский и украинский кинорежиссёр.

## Биография
Родился в семье служащего. В 1952—1956 годах учился в Одесском артиллерийском училище.
В 1970 году окончил факультет режиссёров телевидения Ленинградского института театра, музыки и кинематографии.
С 1956 работал осветителем, оператором, режиссёром на студиях телевидения Минска, Симферополя, Львова. Снимал документальные, рекламные, заказные и научно-популярные фильмы.
С 1974 года — режиссёр на Одесской киностудии. Член Национального Союза кинематографистов Украины.

## Фильмография
- 1977 — «Медовая неделя в октябре» (к/м)
- 1980 — «Неоконченный урок»
- 1982 — «Бой на перекрестке»
- 1986 — «Звездочёт»